# SEAT Ateca
De SEAT Ateca is de eerste SUV van SEAT. Hij is genoemd naar Ateca, een Spaanse gemeente in de regio Aragón, zo'n 10 km ten westen van Calatayud.
Het model wordt geproduceerd in de Škoda fabriek in Kvasiny, Tsjechië.

## Eigenschappen
Het model werd officieel aan de pers voorgesteld op 10 februari 2016 en maakte zijn debuut op het Autosalon van Genève. Het model maakt gebruik van MQB-platform waarop ook de derde generatie van de SEAT León gebouwd wordt.

## Motoren
De Ateca is met de volgende motoren geleverd.

#### Benzine
| Ateca                | Ateca     | Ateca     | Ateca   | Ateca    | Ateca  | Ateca                          | Ateca       | Ateca          | Ateca        |
| Type                 | Motor     | Motor     | Motor   | Vermogen | Koppel | Transmissie                    | 0–100 km/h  | Topsnelheid    | Jaartal      |
| Type                 | Inhoud    | Cilinders | Kleppen | Vermogen | Koppel | Transmissie                    | 0–100 km/h  | Topsnelheid    | Jaartal      |
| -------------------- | --------- | --------- | ------- | -------- | ------ | ------------------------------ | ----------- | -------------- | ------------ |
| 1.0 ecoTSI           | 999 cm³   | 3-in-lijn | 16V     | 115 pk   | 200 Nm | handgeschakelde 6-bak          | 10,7 s      | 181 km/h       | 2016 - heden |
| 1.4 ecoTSI           | 1.395 cm³ | 4-in-lijn | 16V     | 150 pk   | 250 Nm | handgeschakelde 6-bak en 7-DSG | 8,5 / 8,5 s | 201 / 198 km/h | 2016 - 2018  |
| 1.5 TSI              | 1.498 cm³ | 4-in-lijn | 16V     | 150 pk   | 250 Nm | handgeschakelde 6-bak en 7-DSG | 8,5 / 8,6 s | 201 / 198 km/h | 2018 - heden |
| 1.4 ecoTSI 4DRIVE    | 1.395 cm³ | 4-in-lijn | 16V     | 150 pk   | 250 Nm | handgeschakelde 6-bak en 7-DSG | 9,0 / 8,9 s | 192 / 189 km/h | 2016 - 2018  |
| 1.5 TSI 4DRIVE       | 1.498 cm³ | 4-in-lijn | 16V     | 150 pk   | 250 Nm | 7-DSG                          | 8,5 / 8,5 s | 189 km/h       | 2018 - heden |
| 2.0 TSI 4DRIVE       | 1.984 cm³ | 4-in-lijn | 16V     | 190 pk   | 320 Nm | 7-DSG                          | 7,9 s       | 212 km/h       | 2017 - heden |
| 2.0 TSI Cupra 4DRIVE | 1.984 cm³ | 4-in-lijn | 16V     | 300 pk   | 400 Nm | 7-DSG                          | 5,2 s       | 247 km/h       | 2018 - heden |

#### Diesel
| Ateca          | Ateca     | Ateca     | Ateca   | Ateca    | Ateca  | Ateca                         | Ateca         | Ateca          | Ateca        |
| Type           | Motor     | Motor     | Motor   | Vermogen | Koppel | Transmissie                   | 0–100 km/h    | Topsnelheid    | Jaartal      |
| Type           | Inhoud    | Cilinders | Kleppen | Vermogen | Koppel | Transmissie                   | 0–100 km/h    | Topsnelheid    | Jaartal      |
| -------------- | --------- | --------- | ------- | -------- | ------ | ----------------------------- | ------------- | -------------- | ------------ |
| 1.6 TDI        | 1.598 cm³ | 4-in-lijn | 16V     | 115 pk   | 250 Nm | handgeschakelde 6-bak / 7-DSG | 11,5 / 11,5 s | 184 / 184 km/h | 2016 - heden |
| 2.0 TDI        | 1.968 cm³ | 4-in-lijn | 16V     | 150 pk   | 340 Nm | handgeschakelde 6-bak / 7-DSG | 8,3 / 8,5 s   | 202 / 201 km/h | 2017 - heden |
| 2.0 TDI 4DRIVE | 1.968 cm³ | 4-in-lijn | 16V     | 150 pk   | 340 Nm | handgeschakelde 6-bak         | 9,0 s         | 196 km/h       | 2017 - 2019  |
| 2.0 TDI 4DRIVE | 1.968 cm³ | 4-in-lijn | 16V     | 190 pk   | 400 Nm | 7-DSG                         | 7,5 s         | 212 km/h       | 2017 - 2019  |